# 薩利尼齊亞
49°44′11″N 28°1′4″E / 49.73639°N 28.01778°E
薩利尼齊亞（烏克蘭語：Сальниця），是烏克蘭的村落，位於該國西南部文尼察州，由赫梅利尼克區負責管轄，面積6.6平方公里，海拔高度274米，2001年人口2,497，人口密度每平方公里378.33人。